# Anastrus meliboea
Anastrus meliboea är en fjärilsart som beskrevs av Frederick DuCane Godman och Osbert Salvin 1894. Anastrus meliboea ingår i släktet Anastrus och familjen tjockhuvuden. Inga underarter finns listade i Catalogue of Life.